# Beroy Sud
Beroy Sud is een plaats en commune in het zuiden van Madagaskar, behorend tot het district Ampanihy, dat gelegen is in de regio Atsimo-Andrefana. Tijdens een volkstelling in 2001 telde de plaats 15.312 inwoners.
De plaats biedt alleen lager onderwijs aan. 80% van de bevolking werkt als landbouwer en 2% houdt zich bezig met veeteelt. Het belangrijkste landbouwproduct is de pinda; andere belangrijke producten zijn maniok en rijst. Verder is 18% actief in de dienstensector.